# The Onyx Hotel Tour
The Onyx Hotel Tour war die vierte Konzerttournee der US-amerikanischen Pop-Sängerin Britney Spears. Diese Tour präsentierte ihr Studioalbum In the Zone (2003) und gastierte in Nordamerika und Europa.

## Hintergrund
Spears gab am 2. Dezember 2003 bekannt, dass sie eine Konzerttour 2004 für ihr neues Album startet. Der eigentliche Name war „In the Zone Tour“, aber Spears wurde auf einen Handelsmarken-Verstoß verklagt und davon abgehalten, den Namen zu verwenden. Spears fühlte sich inspiriert eine Show mit einem Hotelthema zu schaffen, das sie später mit dem Konzept eines Onyx-Steins mischte. Spears gab an, bei der Auswahl der Veranstaltungsorte besonders die Orte gewählt zu haben, in welchen sie bisher kein Konzert gegeben hätte.
Die Tour startete am 2. März 2004 in San Diego. Vom 26. April bis zum 6. Juni 2004 fand die Tour in Europa statt.
Nach einer Knieverletzung beim Dreh des Musikvideos zum Lied Outrageous musste die restliche Tour am 8. Juni 2004 abgesagt werden.

## Setlist
1. Check-In (Intro)
2. Toxic
3. Overprotected (Darkchild Remix)
4. Boys (The Co-Ed Remix)
5. Showdown
6. Mystic Lounge (Zwischenvideo)
7. … Baby One More Time
8. Oops!… I Did It Again
9. (You Drive Me) Crazy
10. Mystic Garden (Zwischenvideo)
11. Everytime
12. The Hook Up
13. I’m a Slave 4 U
14. The Onyx Zone (Zwischenvideo)
15. Shadow
16. Security Cameras (Zwischenvideo)
17. Touch of My Hand
18. Breathe on Me
19. Outrageous
20. Club (Zwischenperformance)
21. (I Got That) Boom Boom
22. Check-Out (Outro)

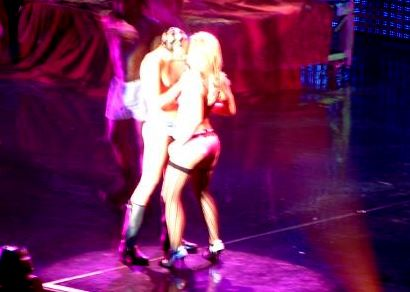
Britney singt Breathe on Me

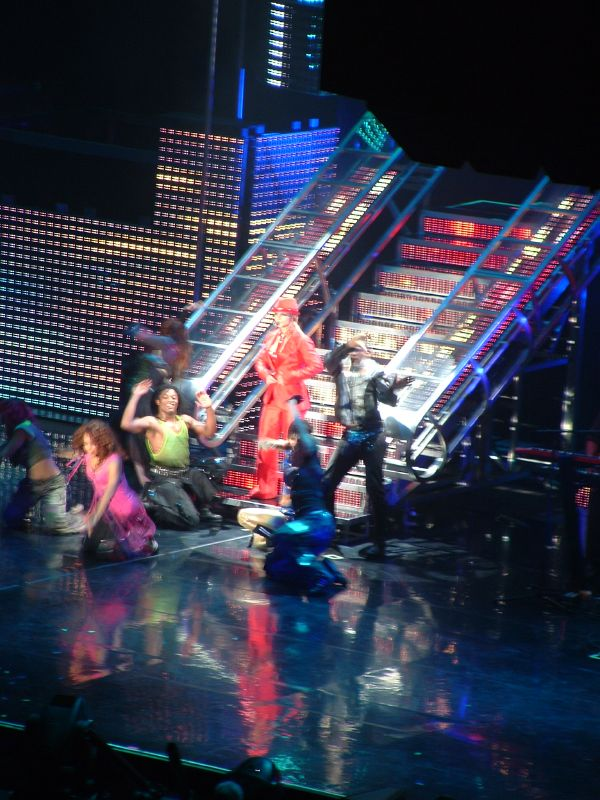
Britney singt Me Against the Music

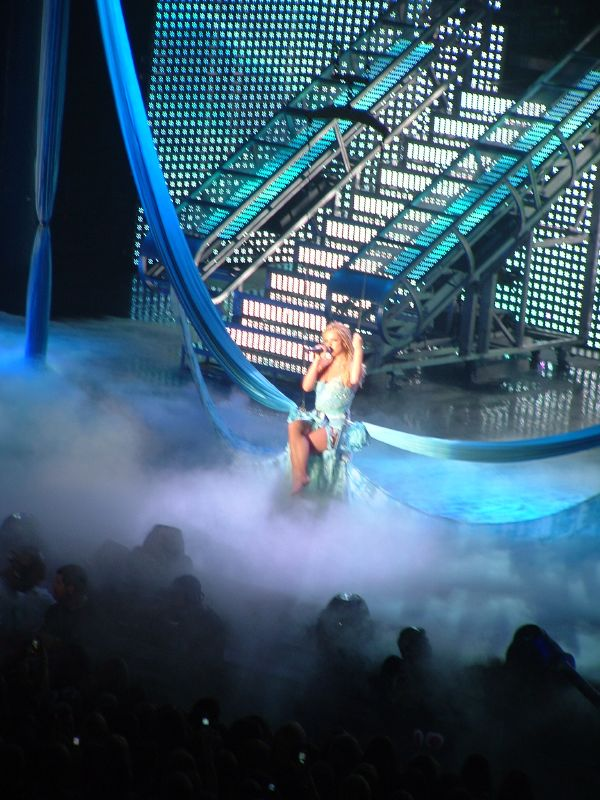
Britney singt Shadow

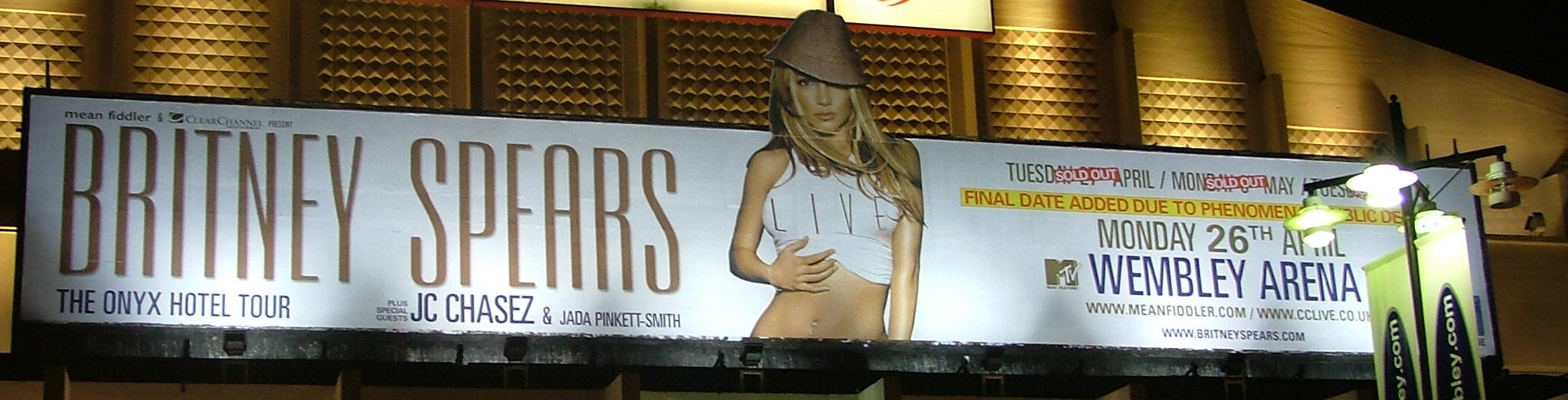
Die Onyx Hotel Tour in London

23. Me Against the Music (Rishi Rich’s Desi Kulcha Remix)

## Tourdaten
| Nordamerika    |                            |                    |                                           |
| 2. März 2004   | San Diego                  | Vereinigte Staaten | iPayOne Center                            |
| 3. März 2004   | Glendale (Arizona)         | Vereinigte Staaten | Glendale Arena                            |
| 5. März 2004   | Fresno                     | Vereinigte Staaten | Save Mart Center                          |
| 6. März 2004   | Las Vegas                  | Vereinigte Staaten | MGM Grand Garden Arena                    |
| 8. März 2004   | Los Angeles                | Vereinigte Staaten | Staples Center                            |
| 9. März 2004   | Oakland                    | Vereinigte Staaten | Oakland Arena                             |
| 11. März 2004  | Portland                   | Vereinigte Staaten | Rose Garden Arena                         |
| 12. März 2004  | Seattle                    | Vereinigte Staaten | KeyArena                                  |
| 15. März 2004  | Denver                     | Vereinigte Staaten | Pepsi Center                              |
| 17. März 2004  | Omaha                      | Vereinigte Staaten | Qwest Center Omaha                        |
| 18. März 2004  | Moline                     | Vereinigte Staaten | The MARK of the Quad Cities               |
| 23. März 2004  | Atlanta                    | Vereinigte Staaten | Philips Arena                             |
| 24. März 2004  | Columbia                   | Vereinigte Staaten | Colonial Center                           |
| 25. März 2004  | Jacksonville               | Vereinigte Staaten | Jacksonville Veterans Memorial Arena      |
| 28. März 2004  | Miami                      | Vereinigte Staaten | American Airlines Arena                   |
| 29. März 2004  | Orlando                    | Vereinigte Staaten | TD Waterhouse Centre                      |
| 31. März 2004  | Philadelphia               | Vereinigte Staaten | Wachovia Center                           |
| 3. April 2004  | Toronto                    | Kanada             | Air Canada Centre                         |
| 4. April 2004  | Montreal                   | Kanada             | Bell Centre                               |
| 6. April 2004  | Manchester (New Hampshire) | Vereinigte Staaten | Verizon Wireless Arena                    |
| 8. April 2004  | Providence                 | Vereinigte Staaten | Dunkin’ Donuts Center                     |
| 9. April 2004  | Trenton                    | Vereinigte Staaten | Sovereign Bank Arena                      |
| 10. April 2004 | East Rutherford            | Vereinigte Staaten | Izod Center                               |
| 13. April 2004 | Chikago                    | Vereinigte Staaten | Allstate Arena                            |
| 14. April 2004 | Detroit                    | Vereinigte Staaten | Palace of Auburn Hills                    |
| Europa         |                            |                    |                                           |
| 26. April 2004 | London                     | England            | Wembley Arena                             |
| 27. April 2004 | London                     | England            | Wembley Arena                             |
| 29. April 2004 | Glasgow                    | Schottland         | Scottish Exhibition and Conference Centre |
| 30. April 2004 | Glasgow                    | Schottland         | Scottish Exhibition and Conference Centre |
| 1. Mai 2004    | Manchester                 | England            | Manchester Evening News Arena             |
| 3. Mai 2004    | London                     | England            | Wembley Arena                             |
| 4. Mai 2004    | London                     | England            | Wembley Arena                             |
| 5. Mai 2004    | Birmingham                 | England            | National Indoor Arena                     |
| 7. Mai 2004    | Rotterdam                  | Niederlande        | Ahoy Rotterdam                            |
| 9. Mai 2004    | Kopenhagen                 | Dänemark           | Forum Copenhagen                          |
| 10. Mai 2004   | Oslo                       | Norwegen           | Oslo Spektrum                             |
| 11. Mai 2004   | Stockholm                  | Schweden           | Stockholm Globe Arena                     |
| 14. Mai 2004   | Frankfurt                  | Deutschland        | Festhalle                                 |
| 15. Mai 2004   | Hamburg                    | Deutschland        | Color Line Arena                          |
| 16. Mai 2004   | Berlin                     | Deutschland        | Velodrom                                  |
| 18. Mai 2004   | Lyon                       | Frankreich         | Halle Tony Garnier                        |
| 19. Mai 2004   | Mailand                    | Italien            | Fila Forum                                |
| 20. Mai 2004   | Zürich                     | Schweiz            | Hallenstadion                             |
| 22. Mai 2004   | Wien                       | Österreich         | Wiener Stadthalle                         |
| 23. Mai 2004   | Budapest                   | Ungarn             | Budapest Sports Arena                     |
| 25. Mai 2004   | München                    | Deutschland        | Olympiahalle                              |
| 28. Mai 2004   | Oberhausen                 | Deutschland        | König-Pilsener-Arena                      |
| 29. Mai 2004   | Ghent                      | Belgien            | Flanders Expo                             |
| 30. Mai 2004   | Paris                      | Frankreich         | Palais Omnisports de Paris-Bercy          |
| 1. Juni 2004   | Belfast                    | Nordirland         | Odyssey Arena                             |
| 2. Juni 2004   | Dublin                     | Irland             | Point Theatre                             |
| 3. Juni 2004   | Dublin                     | Irland             | Point Theatre                             |
| 5. Juni 2004   | Lissabon                   | Portugal           | Parque da Bela Vista                      |
| 6. Juni 2004   | Dublin                     | Irland             | RDS Arena                                 |